# Amauropelma bluewater
Amauropelma bluewater là một loài nhện trong họ Ctenidae.
Loài này thuộc chi Amauropelma. Amauropelma bluewater được miêu tả năm 2001 bởi Raven & Stumkat.